# کنسرت اساتید موسیقی ایران
کنسرت اساتید موسیقی ایران نام آلبومی موسیقی است با آواز شهرام ناظری و به سرپرستی فرامرز پایور، با همکاری گروه اساتید، که در پاییز سال ۱۳۶۸ اجرا شده‌است. در این آلبوم ۹ قطعه‌ای که در «دستگاه شور» و «آواز ابوعطا» اجرا شده، از اشعار حکیم عمر خیام، سعدی، مولانا، حافظ، عارف قزوینی، خیالی بخارایی، و نیز ترانه‌های محلی بهره گرفته شده‌است. تصنیفِ «دل هوس سبزه و صحرا ندارد» در این آلبوم از ساخته‌های عارف قزوینی و مقدمهٔ تصنیفِ «تا کی به تمنای وصال تو یگانه» از ساخته‌های ابوالحسن صبا است.

## توضیح اثر

### هنرمندان
- آواز: شهرام ناظری
- سرپرست گروه: فرامرز پایور
- نی: محمد موسوی
- سنتور: فرامرز پایور
- تنبک: محمد اسماعیلی
- تار: جلیل شهناز
- کمانچه: علی اصغر بهاری

### فهرست
1. پیش‌درآمد، ساخته فرامرز پایور
2. آواز زبان خامه، شعر از حافظ(درآمد ابوعطا)
3. آواز بلای عشق تو، شعر از سعدی (گوشه رامکلی)
4. تصنیف دل هوسِ، ساخته عارف قزوینی
5. ساز و آواز نه در دل می‌توان این درد بنهاد (همراه با نی)
6. تصنیف با من صنما، شعر از مولانا
7. آواز بگو به خواب و اسرار اَزَل شعر از خیام
8. تفنگ دسته‌نقره، ساز و آواز (همراه نی)
9. تصنیف تمنای وصال، شعر از خیالی بخارایی، مقدمه از ابوالحسن صبا

### اشعار
ساز و آواز نه در دل می‌توان این درد بنهاد
| نه در دل می‌توان این درد بنهاد |  | نه کس را می‌توان زین درد خبر کرد |
| ای گم شده دل کجات جویم        |  | غم فراقت به که بگویم            |

تصنیف با من صنما
| با من صنما دل یک‌دله کن   |  | گر سر ننهم، آنگه گله کن |
| آخر تو شبی رحمی نکنی     |  | بر رنگ و رخ همچون زر من |
| تو سرو و گلی من سایه تو  |  | من کشته تو تو حیدر من   |
| رحمی نکند چشم خوش تو     |  | بر نوحه و این چشم تر من |
| باده نخورم ور ز آنک خورم |  | بوسه دهد بر ساغر من     |

ساز و آواز میگن اسبت رفیق روز جنگه
| میگن اسبت رفیقِ روزِ جنگه    |  | مو می‌گویُم از او بهتر تفنگه                |
| سُوارِ بی تفنگ قدرت نداره    |  | سُوار وقتی تفنگ داره سُواره                 |
| تفنگِ دسته نقره‌ام رو فروختُم |  | برایِ ول قَبای تِرمه دوختُم                   |
| فِرستادُم برایُم پس فرستاد    |  | تفنگ دسته نقره‌ام داد و بیداد، داد و بیداد |

تصنیف تمنای وصال
| تا کی به تمنای وصال تو یگانه       |  | اشکم شود از هر مژه چون سیل روانه   |
| گه معتکف دیرم و گه ساکن مسجد       |  | یعنی که تو را می‌طلبم خانه به خانه  |
| حاجی به ره کعبه و من طالب دیدار    |  | او خانه همی جوید و من صاحب خانه    |
| مقصود من از کعبه و بت خانه تویی تو |  | مقصود تویی کعبه و بت خانه بهانه    |
| هر در که زدم صاحب آن خانه تویی تو  |  | هر جا که روم پرتوی کاشانه تویی تو  |
| هر کس به زبانی سخن حمد تو گوید     |  | بلبل به غزل خوانی و قُمری به ترانه  |
| ای تیر غمت را دل عشاق نشانه        |  | جمعی به تو مشغول و تو غایب ز میانه |

## پویانمایی کنسرت اساتید موسیقی ایران
کنسرت اساتید موسیقی ایران پویانمایی کوتاهی است به مدت ۶ دقیقه و ۳ ثانیه که از ساخته‌های بزرگمهر حسین‌پور، نویسنده، کاریکاتوریست و کارگردان پویانمایی است. حسین‌پور در این پویانمایی کوتاه از آواز شهرام ناظری در آلبوم اساتید موسیقی ایران بر روی تصنیف دِل هوسِ از ساخته‌های عارف قزوینی بهره گرفته‌است.